# Махмуд из Кахаб-Росо
Махмуд из Кахаб-Росо (1873—1919) — аварский поэт, автор поэмы «Марьям».

## Биография
Родился в в ауле Кахаб-Росо ныне Унцукульского района Республики Дагестан. Его отец Магома Тайгибил зарабатывал на жизнь продажей угля. Мать Ашура была родом из с. Бетли.
Учился Махмуд с 1880 по 1899 года в медресе-школах при мечетях у разных известных алимов, таких, как кадий Дагестана Курбанали из Ашильты, Мухаммад из Гоцоба, Таджутдин (Чанка) и др., сдал экзамен-имтихан (امتحان) на духовного учителя и имама в Темир-Хан-Шуре (ныне г. Буйнакск), работал имамом в родном селе Кахабросо, в с. Бетле, в с. Цатаних, в с. Батлаиче, в с. Аргвани и в Алмаке. Служил кадием 2-го Дагестанского полка с 1914 по 1918 г.г., был ранен в начале войны и награждён Георгиевским крестом (для магометан) за отвагу.

В молодости поэт полюбил девушку Муи (Муъминат), из соседнего селения Бетли, дочь Мухамадали сына Сулеймана, но её выдали за друга поэта, сына царского офицера Кебедмухамада, который погиб 1908 году в местности Герейавлак при учениях всадников, оставив двух сыновей Хасана и Мухамадали. Махмуд учил детей вдовы Муи исламским наукам и решил жениться на ней. В 1914 году Махмуд решил направить сватов к родителям Муи, которая уже шесть лет была вдовой. Он существенно поправил свое материальное положение, но родители Муи категорически отказали сватам. Тогда они решили сбежать вместе в соседнее село Ашильта и там попросить поженить их, но родственники Муи напугали ее и, испугавшись, что убьют Махмуда и лишат ее детей, она отказалась выходить замуж. Тогда Махмуд произнес слова об измене:
Раскрашенным позолотой сверхуМедью оказалось данное слово.

Обернутым серебряной фольгой

Свинцом оказалась любимая моего сердца.Оригинальный текст (авар.)Меседил лъималъул кьерги тӏад гьабун,

Пахьул букӏун буго бицараб рагӏи.

Гӏарцул хъал тӏад жемун, жаниб тӏухьи лъун

Йижун йикӏун йиго ракӏалъул гьудул.
Свое горькое разочарование, обиду поэт изложил в стихотворении «Рекӏел гьаваялъул гьундул рихханни» — «Разрушились дворцы сердечной страсти», в котором весьма подробно повествует о своих взаимоотношениях с любимой. Любимой он посвятил большинство своих стихов. В 1914 году он записался добровольцем и служил кадием в Дагестанском конном полку, проделал большой боевой путь, был в Карпатских горах, в Австрии, сражался, получил тяжелое ранение. В Карпатах написана его знаменитая поэма «Мариам» — послание к Муи, которую он так и не смог разлюбить и которую больше не увидел. Она умерла, когда поэт был на чужбине. После Великой Октябрьской революции Махмуд со своим полком вернулся в Дагестан, в Порт-Петровск (ныне Махачкала). Его избрали членом полкового комитета. Когда полк был распущен, он ушел в горы. Так в Унцукуле, Махмуд встречался с одним из крупнейших руководителей дагестанского революционного движения Махачем Дахадаевым. В сентябре 1919 года, в гостях в с. Игали Махмуд был убит. Убийца выстрелил поэту в затылок.
Стихи Махмуда насыщены географическими и астрономическими названиями, часто встречаются имена героев арабской литературы, упоминаются аяты из Корана, персонажи из Библии, много также в его творчестве арабских, русских и тюркоязычных слов.
Наибольшую популярность в народе получили стихотворения «Мать и дочь», «Сон», «Туча голубого неба» и др. Вершиной любовной лирики Махмуда стала поэма «Мариам», обращённая к возлюбленной.

### На аварском языке
- МахIмудил кучIдузул мажмугI. Бакӏарарав чи: Гӏабдулатӏип Шамхалов. — Махӏачхъала, 1924.
- МахIмудил кучIдузул мажмугI. Бакӏарарав чи: Гӏабдулатӏип Шамхалов. — Махӏачхъала, 1928.
- Авар миллаталъул некӏо заманаялъул харбалги батӏи-батӏиял кучӏдулги данде гьабураб мажмугI / бакӏарарав чи: Гӏабдулатӏип Шамхалов. — Махӏачхъала, 1929.
- Авар адабияталъул мажмугI / данде гьабурав Р. Динмухӏамаев. — Махӏачхъала: Дагъгизалъул басма, 1933.
- Аваразул поэзиялъул антология. — Махӏачхъала: Дагъистаналъул тӏахьазул издательство, 1958.
- Гьудуллъи. 1978. № 3—4.
- Литературияб альманах. — Махӏачхъала: Дагъгиз, 1940.
- Махӏмуд. Тӏасарищарал кучӏдул / данде гьабурав Я. Сулейманов. — Махӏачхъала: Дагъкнигоиздат, 1966.
- Хъахӏабросулъа Махӏмудил кучӏдузул мажмугI / данде гьабурав ГI. Шамхалов. — Буйнакск, 1926.
- Хъахӏабросулъа Махӏмудил кучӏдул / данде гьабурав ГI. Шамхалов. — Буйнакск, 1928.
- Хъахӏабросулъа Махӏмуд. Гӏищкъул рукъ / данде гьабурав З. Хӏажиев. — Махӏачхъала: Дагъгиз, 1940.
- Хъахӏабросулъа Махӏмуд. Рокьул асарал / данде гьабурав Ш. Микагӏилов. — Махӏачхъала: Дагъгиз, 1948.
- Хъахӏабросулъа Махӏмуд / данде гьабурав ГI.-XI. Шахтаманов. — Махӏачхъала: Дагкнигоиздат, 1956.
- Хъахӏабросулъа Махӏмуд. Асарал / данде гьабурал: М. Рамазанов, ГI.—XI. Мухӏамадов, М. Гӏабасил. — Махӏачхъала: Дагъкнигоиздат, 1974.
- Хъахӏабросулъа Махӏмуд. Шигӏраби / данде гьабурав М.XI. Хӏасанов, редактор К. Сулейманова.— Махӏачхъала, Дагкнигоиздат, 1989.
- Хъахӏабросулъа Махӏмуд. Панаяб хӏухьел / данде гьабурав М.XI. Хӏасанов, редактор ГI. Малачиева. — Махӏачхъала: Юпитер, 1993.
- Хъахӏабросулъа Махӏмуд / данде гьабурав М.XI. Хӏасанов. — Махӏачхъала, 1998.
- ШигIраби / данде гьабурав А. М. Муртазалиев -МахIачхъала, 2019.

### На русском языке
- Антология дагестанской поэзии. Поэты дореволюционного Дагестана. — Махачкала: Даг. кн. изд-во, 1980. — Т. 2.
- Дагестанские лирики. Л.: Сов. писатель, 1962.
- Махмуд. Песни любви. Махачкала: Дагкнигоиздат, 1954.
- Махмуд из Кахаб-Росо. Песни любви. — М.: ГИХЛ, 1959.
- Махмуд из Кахабросо. — Махачкала: Даг. кн. изд-во, 1989.
- Махмуд из Кахаб-Росо. Лирика. — Махачкала, 1993.
- Махмуд из Кахабросо. Лирика. — Махачкала: Издательский дом «Эпоха», 2009.
- Поэзия народов Дагестана: антология в 2-х томах. — М.: Худ. лит., 1960. — Т. I.
- Поэтический калейдоскоп XIX в. — Махачкала: Издательский дом «Эпоха», 2007. — С. 77—124.
- Махмуд из Кахабросо. Сборник − 2019. Составитель М. Г. Гасанов. ДИРО, — 680 с.

## Память
- Историко-культурным, духовно-просветительским и благотворительным фондом имени Махмуда из Кахабросо установлена премия Махмуда в области литературы.
- Спектакль «Махмуд из Кахаб-Росо» (М. Абасил, реж. А. Гусейнов) входит в Золотой фонд Аварского музыкально-драматического театра имени Г. Цадасы.[3]
- Спектакль Аварского музыкально-драматического театра «Махмуд и Муи». Режиссер — постановщик — засл. арт. РД Алисултан Батыров, художник по костюмам — засл. художник РД Вера Агошкина, художник по декорации — Ирина Миронова, композитор — засл. деятель искусств РД Ахмед Амирханов.
- В ауле Кахабросо установлен бюст поэта.[4]
- В ауле Кахабросо на кладбище установлен памятник поэту Народного художника ДАССР Х. Н. Аскар-Сарыджи.
- В родном ауле поэта открыт дом-музей.[4]